# Centre d'études et de recherche éditer/interpréter
Le Centre d’études et de recherche éditer / interpréter (CÉRÉdI), fondé en 1999, est une unité de recherche de la Faculté des Lettres de l’Université de Rouen qui réunit des chercheurs et doctorants en littérature française, littérature comparée et musicologie. Le thème principal du CÉRÉdI est l’« accès aux textes, éditer / interpréter ».

## Axes de recherche
Il se décline en plusieurs axes autour desquels se fédèrent les travaux de ses membres :
- Valorisation du patrimoine littéraire et musical, en particulier normand ;
- Édition d’œuvres littéraires et musicales ;
- Réécritures, traduction, critique.

## Réalisations
Le Centre Flaubert du CÉRÉdI a mis en ligne le 16 avril 2009 l'intégralité des manuscrits de Madame Bovary. Danielle Girard et Yvan Leclerc ont dirigé la transcription des 4 500 folios, qui a mobilisé environ 600 bénévoles de tous pays âgés de 16 à 76 ans. La publication numérique de cette édition des brouillons et manuscrits a été largement couvert par la presse,,,.
Le même travail de numérisation des brouillons, de transcription, et de classement par tableaux génétiques est en cours sur les manuscrits de Bouvard et Pécuchet.